# Festival dello Stretto
Il Festival dello Stretto è stata una manifestazione musicale svoltasi dal 2001 al 2010 a Reggio Calabria nell'ambito del programma di manifestazioni estive denominato Reggio Estate. Si svolge ogni anno nei pressi del Lungomare Falcomatà ed è sostenuta dall'assessorato al Turismo della Regione Calabria, l'Assessorato alla Cultura della Provincia di Reggio Calabria, l'Amministrazione comunale della Città di Reggio Calabria, la Presidenza del Consiglio regionale della Calabria; dal 2009 è cofinanziato dall'Assessorato alla Cultura della Regione Calabria con il POR Calabria FESR 2007/2013.
Il Festival è stato eletto a Londra per l'anno 2008 tra i 10 principali festival internazionali musicali europei, nella categoria Best European Festival UK Festival Awards.

## Gruppi ospiti

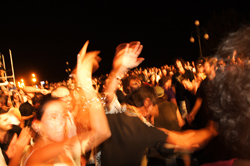
Il pubblico del Festival dello Stretto 2008.

- 2002 - Mattanza, Invece, Voltalacarta, Barbara Buonaiuto.
- 2003 - Agricantus, Quartaumentata, Phaleg, Fabulanova.
- 2004 - Isola, Scarma, Antonio Infantino e i Tarantolati di Tricarico, Pantarei.
- 2005 - Eugenio Bennato, Il Parto delle Nuvole Pesanti, Cataldo Perri, Nuclearte.
- 2006 - Asteriskos, Enzo Avitabile + i bottari di Portico, Folkabbestia, Musicofilia.
- 2007 - Hantura, Kalamu, Quartaumentata, Cavallaro & Papandrea con Bassa Marea.
- 2008 - Piccola orchestra La viola, Alla bua, Mimmo Epifani & Epifani barbers, Nidi d'Arac, Ciccio Nucera & Cumelca.
- 2009 - Ambrogio Sparagna + l'Orchestra Popolare Italiana, Mimmo Cavallaro + TaranProject, Lou Dalfin.
- 2010 - Davide Van de Sfroos + Peppe Voltarelli, Giuseppe 'Spedino' Moffa & Co.mpari, Quartaumentata canta De André.